# 鵜飼正樹
鵜飼 正樹（うかい まさき、1958年 - ）は、日本の社会学者。京都文教大学総合社会学部教授。シューレ大学アドバイザー。見世物学会理事。専門は大衆文化論。

## 来歴
滋賀県甲賀郡生まれ。1981年京都大学文学部卒、同大学院博士課程修了。
大衆演劇・市川ひと丸一座に加わり、南条まさきの芸名で舞台に立った。
1996年京都文教大学人間科学部専任講師、2002年助教授、2007年准教授、総合社会学部教授。

## 著書
- 『大衆演劇への旅 南条まさきの一年二カ月』未来社 1994
- 『怪読力』メディアワークス 1999
- 『見世物稼業 安田里美一代記』新宿書房 2000

### 共編著
- 『見世物小屋の文化誌』北村皆雄,上島敏昭共編著 新宿書房 1999
- 『戦後日本の大衆文化』永井良和,藤本憲一共編著 昭和堂 2000

## 参考
- 『現代日本人名録』2002年[要ページ番号]
- 京都文教大学